# セオ・マクファーランド
セオ・マクファーランド（Theo McFarland、1995年10月16日 - ）は、プレミアシップサラセンズに所属するラグビーユニオン選手。

## プロフィール
- サモア・アピア出身[1]。
- ポジションはロック(LO)、フランカー(FL)。
- 身長 198cm、体重 115kg
- サモア代表キャップは8(2024年10月現在）でラグビーワールドカップ2023のサモア代表に選ばれた[2]。

## 略歴
2021年、サラセンズに加入。